# Роковое искушение (роман)
Роковое искушение (англ. A Terrible Temptation, полное наименование: A Terrible Temptation: A Story of To-Day) — сенсационный роман 1871 года Чарльза Рида. Впервые он был опубликован по частям в журнале Cassell’s Magazine в Англии с 4 марта по 26 августа 1871 года.
Подобно роману «Гриффит Гонт» 1866 года, роман получил негативные отзывы в английской прессе из-за своего содержания, включавшего внебрачные связи и куртизанку, но это также помогло увеличить продажи произведений Рида в Америке. The Times посоветовала родителям держать книгу подальше от своих дочерей. Рид ответил, что истории из их газеты вдохновили его на многие из его работ, и было бы лицемерно жаловаться на тот же тип контента, который они используют для продажи газет. В последующей переписке Рид отметил, что он уже продал более 370 000 экземпляров романа в Соединённых Штатах, что намного превышает тираж Times.
В рецензии 2013 года книга названа «сенсационным романом, по сравнению с которым «Тайна леди Одли» кажется однообразной, а «Женщина в белом» — неторопливой».